# Huawei Ascend II
Lo Huawei Ascend II, anche noto come Huawei M865, è uno smartphone del 2011 prodotto da Huawei, facente parte della serie Huawei Ascend e tra i primi smartphone Huawei.

## Caratteristiche tecniche

### Hardware
Lo Huawei Ascend II è uno smartphone con form factor di tipo slate, misura 117 x 61 x 13 millimetri e pesa 120 grammi.
Il dispositivo è dotato di connettività GSM quad band, CDMA dual band ed EV-DO, di Wi-Fi mono-banda 802.11 b/g/n, di Bluetooth 2.1 con EDR e di GPS con A-GPS. Ha una porta microUSB 2.0 e un connettore jack audio per auricolari/microfono da 3,5 mm.
L'Ascend II è dotato di schermo touchscreen capacitivo TFT da 3,5 pollici di diagonale, di risoluzione 320 x 480 pixel (densità di 165 pixel per pollice). La batteria agli ioni di litio da 1400 mAh è removibile dall'utente.
Il chipset è un Qualcomm MSM7627, con CPU mono-core a 600 MHz. La memoria interna è di 512 MB ed espandibile mediante microSD, mentre la RAM è di 256 MB.
La fotocamera posteriore ha un sensore da 5 megapixel, dotato di zoom digitale, in grado di registrare video, mentre la fotocamera anteriore è assente.

### Software
Il sistema operativo è Android, in versione 2.3 Gingerbread.